# Râul Cernat, Durbav
Râul Cernat este un curs de apă, afluent al râului Durbav. 

## Hărți
- Harta Județului Brașov
- Harta Munților Postăvaru  Arhivat în 3 august 2008, la Wayback Machine.